# Luigi Morgano

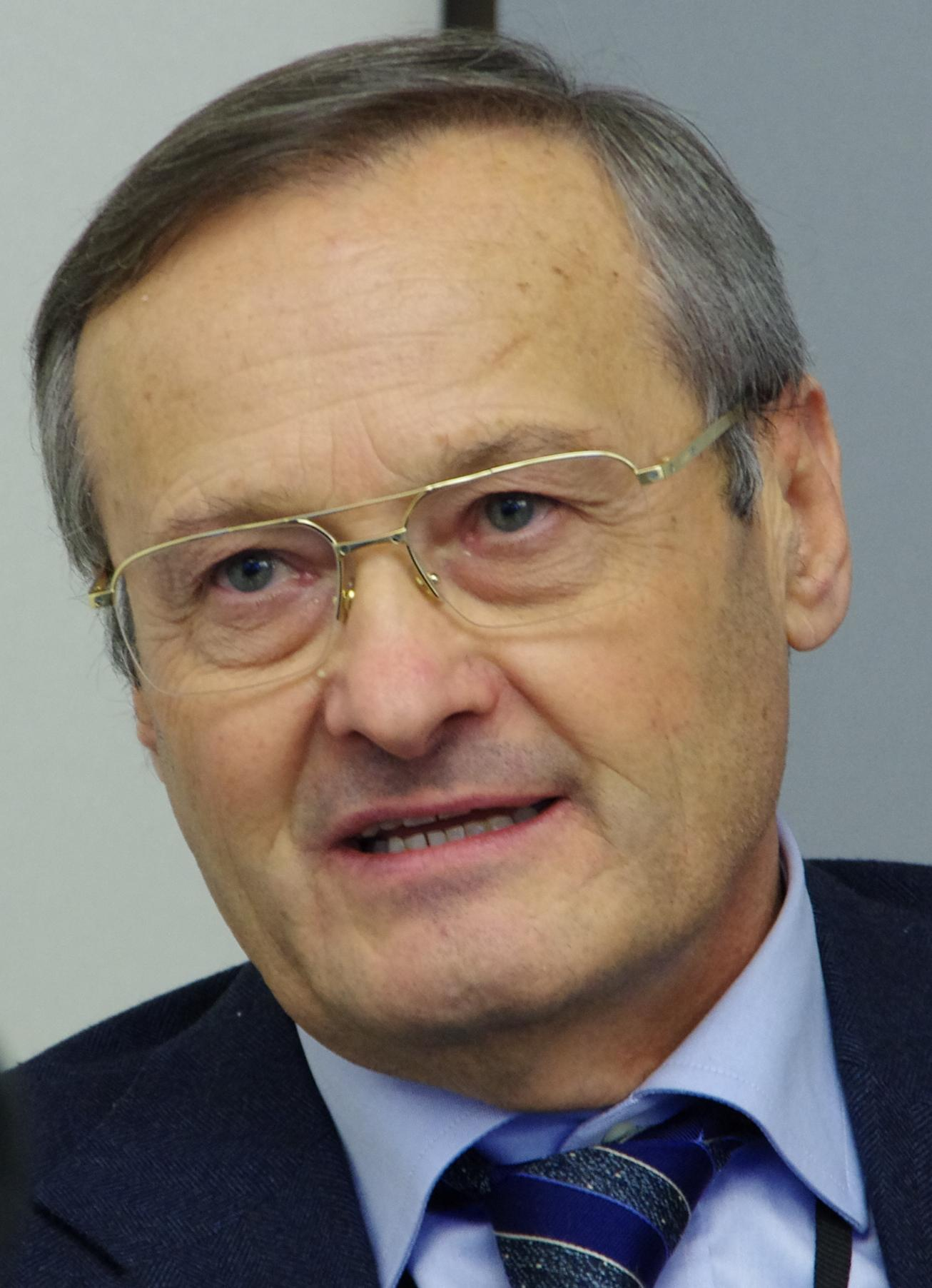
Luigi Morgano, 2014

Luigi Morgano (* 15. März 1951 in Brescia) ist ein italienischer Politiker der Partito Democratico.

## Leben
Morgano ist seit 2014 Abgeordneter im Europäischen Parlament. Dort ist er Mitglied im Ausschuss für Kultur und Bildung und in der Delegation für die Beziehungen zu Australien und Neuseeland.